# Útszéli zsákhordó lepke
A útszéli zsákhordó lepke vagy bükköny zsákhordó lepke (Megalophanes viciella) a valódi lepkék (Glossata) közé sorolt zsákhordó lepkefélék (Psychidae) családjának egyik, Magyarországon is elterjedt faja.

## Elterjedése, élőhelye
Közép-európai és pontusi faj, egész Magyarországon előfordul.

## Megjelenése
Szárnyának fesztávolsága 22–24 mm. A hím szárnyai áttetszőek, és hajszálvékony, sárgás-barnás szőrszálak nőnek rajtuk.

## Életmódja
A hernyó hosszú, keresztirányban összeillesztett fűszál- és növényszár darabokból állítja össze zsákját. Egy-egy generáció két év alatt fejlődik, ki. A hímek június–júliusban repülve keresik a szárnyatlan nőstényeket, amelyek egyáltalán nem hagyják el a zsákot.

## Külső hivatkozások
- Mészáros Zoltán – Szabóky Csaba: A magyarországi molylepkék gyakorlati albuma. Budapest: Agroinform. 2005.  arch Hozzáférés: 2018. április 6. (PDF)